# Веселий провулок (Житомир)
Веселий провулок — провулок в Корольовському районі міста Житомира.

## Характеристики
Розташований в центральній частині міста, у Старому місті. Бере початок з вулиці Бориса Тена, прямує на південь та завершується глухим кутом. Забудова провулка — житлова, представлена садибами побудови початку ХХ сторіччя.

## Історія
Провулок почав формуватися у другій половині ХІХ століття як межа між двома великими земельними ділянками, спрямованими головними фасадами до Кашперівської вулиці — новопрокладеної вулиці згідно з генеральними планами міста середини ХІХ сторіччя, що нині має назву на честь Бориса Тена. 
Провулок формувався та забудовувався на початку ХХ сторіччя, внаслідок поділу двох земельних ділянок, межею між якими виступав майбутній провулок на менші за площею садиби. Провулок отримав назву Комерційний, оскільки власник земельної ділянки в рамках комерційної діяльності збудував на власній ділянці ряд житлових будинків садибного типу з ціллю подальшого продажу.
Провулок показаний на плані 1915 року у нинішній конфігурації та межах. Комерційний провулок перейменовано на Веселий провулок у 1930-х роках.